# Palau Balbi Valier
El Palau Balbi Valier (també conegut com Palau Molin Balbi Valier della Trezza i Palau Balbi-Valier Sammartini ) és un edifici venecià amb vistes al Gran Canal i situat al barri de Dorsoduro entre el Palau Contarini Dal Zaffo i el Palau Loredan Cini, no gaire lluny de Campo San Vio.

## Història
Inicialment construït en estil gòtic, va ser substituït per un edifici més modern al segle XVII. El 1828 es va enriquir amb la creació del parc adjacent, situat on abans hi havia el deteriorat Palau Paradiso. Actualment està dividit en diverses propietats i també alberga una galeria d'art.

## Arquitectura
La façana tripartida del Palau, construït al segle XVII, es caracteritza per la presència de dos peculiars edificis sobresortints en pedra d'Ístria que daten de temps cronològics, amb murs interiors corbats cap al portal d'aigua (format per tres obertures) i que allotgen terrasses anòmales amb vistes al Gran Canal. A les plantes superiors trobem dues finestres de quatre llums i quatre parells de finestres monofàl·liques.
Internament es caracteritza per un pati amb un pou sobre el qual s'obren una quadrifora i una serliana composta per tres obertures. A la façana posterior hi ha un gegantí portal barroc de terra decorat amb un imponent escut d'armes.